# 제6회 아카데미상
제6회 아카데미상은 1934년 3월 16일에 열린 시상식이다. LA 앰베서더 호텔에서 개최되었으며 사회자는 윌 로저스이다.

## 후보 및 수상

### 작품상
- 캐벌케이드 - 윈필드 R. 쉬헌 수상
- 42번가 - 대릴 F. 자눅
- 무기여 잘 있거라 - Adolph Zukor
- 나는 탈옥수 - 할 B. 월리스
- 하루 동안의 숙녀 - 프랑크 카프라
- 작은 아씨들 - 머리안 C. 쿠퍼
- 헨리 8세 - 알렉산더 코다
- 다이아몬드 릴 - 윌리엄 레바론
- 어느 박람회장에서 생긴 일 - 윈필드 R. 쉬헌

### 남우주연상
- 헨리 8세 - 찰스 로튼 수상
- 나는 탈옥수 - 폴 무니
- Berkeley Square - 레슬리 하워드

### 여우주연상
- 아침의 영광 - 캐서린 헵번 수상
- 캐벌케이드 - 다이아나 위니아드
- 하루 동안의 숙녀 - May Robson

### 감독상
- 캐벌케이드 - 프랭크 로이드 수상
- 하루 동안의 숙녀 - 프랑크 카프라
- 작은 아씨들 - 조지 큐커

### 조감독상
- 찰스 바턴 수상
- 스콧 R. 빌 수상
- Charles Dorian 수상
- Fred Fox 수상
- Gordon Hollingshead 수상
- Dewey Starkey 수상
- William Tummel 수상

### 각본상
- 원 웨이 패시즈 - 로버트 로드 수상

### 각색상
- 작은 아씨들 - 빅터 히어만 수상

### 촬영상
- 무기여 잘 있거라 - 찰스 랭 수상

### 미술상
- 캐벌케이드 - 윌리엄 S. 달링 수상

### 음향믹싱상
- 무기여 잘 있거라 - 해롤드 루이스 수상